# Liga dos Campeões da CAF de 2017 – Fases de Qualificação
As Rodadas de Qualificação da Liga dos Campeões da CAF de 2017 foram disputadas entre 10 de fevereiro até 19 de março de 2017. Um total de 57 equipes competiram nesta fase para decidir as 16 vagas na fase de grupos.

## Sorteio
O sorteio para esta fase foi realizado em 21 de dezembro de 2016, na sede da CAF no Cairo, Egito.
| Fase    | Primeira fase | Rodada preliminar |
| ------- | --- | --- |
| Equipes | - TP Mazembe (58 pts) - Al-Ahly (45 pts) - Zamalek (36 pts) - Étoile du Sahel (31 pts) - Mamelodi Sundowns (25 pts) - Espérance de Tunis (20 pts) - Al-Hilal (20 pts) - USM Alger (16 pts) - Wydad Casablanca (16 pts) | - AC Léopards (16 pts) - Al-Merrikh (14 pts) - Séwé Sport (13 pts) - AS Vita Club (12 pts) - FUS Rabat (12 pts) - Coton Sport (12 pts) - Stade Malien (9 pts) - Al-Ahli Trípoli (5 pts) - Young Africans (5 pts) - AS Real Bamako (3 pts) - Saint George (2 pts) - JS Saoura - Bidvest Wits - Diables Noirs - AS Tanda - UMS de Loum - Enugu Rangers - Rivers United - 1º de Agosto - Wa All Stars - Zanaco - Township Rollers - Rail Club du Kadiogo - Vital'O - Ngaya Club - Sony Elá Nguema - CF Mounana - Gambia Ports Authority - Horoya - Tusker - Lioli - Barrack Young Controllers - CNaPS Sport - AS Port-Louis 2000 - Ferroviário Beira - AS FAN - Saint-Louisienne - APR - US Gorée - Côte d'Or - Johansen - Atlabara - Royal Leopards - KCCA - Zimamoto - CAPS United |

## Calendário
O calendário de cada fase é o seguinte:
| Rodada            | Partida de ida             | Partida de volta           |
| ----------------- | -------------------------- | -------------------------- |
| Rodada preliminar | 10–12 de fevereiro de 2017 | 17–19 de fevereiro de 2017 |
| Primeira fase     | 10–12 de março de 2017     | 17–19 de março de 2017     |

## Rodada preliminar
| Equipe 1                  | Total       | Equipe 2           | 1.º jogo | 2.º jogo |
| ------------------------- | ----------- | ------------------ | -------- | -------- |
| Rail Club du Kadiogo      | 3–1         | Diables Noirs      | 3–0      | 0–1      |
| Sony Elá Nguema           | 1–5         | Al-Merrikh         | 0–1      | 1–4      |
| AS Real Bamako            | 0–4         | Rivers United      | 0–0      | 0–4      |
| AS Tanda                  | 4–3         | AS FAN             | 3–0      | 1–3      |
| US Gorée                  | 1–2         | Horoya             | 0–0      | 1–2      |
| Johansen                  | 1–4         | FUS Rabat          | 1–1      | 0–3      |
| Wa All Stars              | 1–5         | Al-Ahli Trípoli    | 1–3      | 0–2      |
| KCCA                      | 2–2 (gf)    | 1º de Agosto       | 1–0      | 1–2      |
| CF Mounana                | 3–0         | Vital'O            | 2–0      | 1–0      |
| Zanaco                    | 1–0         | APR                | 0–0      | 1–0      |
| Ngaya Club                | 2–6         | Young Africans     | 1–5      | 1–1      |
| Barrack Young Controllers | 1–1 (7–6 p) | Stade Malien       | 1–0      | 0–1      |
| Zimamoto                  | 3–4         | Ferroviário Beira  | 2–1      | 1–3      |
| JS Saoura                 | 1–1 (gf)    | Enugu Rangers      | 1–1      | 0–0      |
| Royal Leopards            | 1–4         | AS Vita Club       | 0–1      | 1–3      |
| Gambia Ports Authority    | 1–0         | Séwé Sport         | 1–0      | 0–0      |
| CNaPS Sport               | 4–4 (gf)    | Township Rollers   | 2–1      | 2–3      |
| Coton Sport               | 7–2         | Atlabara           | 2–0      | 5–2      |
| Saint-Louisienne          | 3–4         | Bidvest Wits       | 2–1      | 1–3      |
| Lioli                     | 1–2         | CAPS United        | 0–0      | 1–2      |
| Côte d'Or                 | 0–5         | Saint George       | 0–2      | 0–3      |
| AC Léopards               | 2–2 (gf)    | UMS de Loum        | 1–0      | 1–2      |
| Tusker                    | 2–3         | AS Port-Louis 2000 | 1–1      | 1–2      |

### Partidas de ida
| 10 de fevereiro | KCCA           | 1 – 0     | 1º de Agosto | Estádio Phillip Omondi, Kampala |
| 16:00 (UTC+3)   | Sserunkuma 48' | Relatório |              | Árbitro: KEN Israel Mpaima      |

| 10 de fevereiro | JS Saoura   | 1 – 1     | Enugu Rangers | Estádio 20 de Agosto de 1955, Béchar          |
| 19:00 (UTC+1)   | Bourdim 32' | Relatório | Clement 39'   | Público: 20 000 Árbitro: SEN Maguette N'Diaye |

| 11 de fevereiro | CNaPS Sport                           | 2 – 1     | Township Rollers | Estádio CNaPS, Antananarivo     |
| 14:30 (UTC+3)   | Rafaralahy 45' · Rakotoharimalala 74' | Relatório | Boy 66'          | Árbitro: MOZ Zefanias Chijamela |

| 11 de fevereiro | Côte d'Or | 0 – 2     | Saint George  | Stade d’Amitié, Praslin      |
| 16:00 (UTC+4)   |           | Relatório | Said 40', 61' | Árbitro: MRI Ahmad Heeralall |

| 11 de fevereiro | Tusker        | 1 – 1     | AS Port-Louis 2000 | Moi International Sports Centre, Nairóbi |
| 15:00 (UTC+3)   | Batambuze 29' | Relatório | Guikan 48'         | Árbitro: ETH Belay Tadesse               |

| 11 de fevereiro | Royal Leopards | 0 – 1     | AS Vita Club | Estádio Nacional Somhlolo, Lobamba |
| 15:00 (UTC+2)   |                | Relatório | Ondo 37'     | Árbitro: ANG João Goma             |

| 11 de fevereiro | Zanaco | 0 – 0     | APR | Estádio Nkoloma, Lusaka          |
| 15:00 (UTC+2)   |        | Relatório |     | Árbitro: ZIM Murambiwa Musundire |

| 11 de fevereiro | Zimamoto              | 2 – 1     | Ferroviário Beira | Estádio Amaan, Cidade de Zanzibar |
| 16:30 (UTC+3)   | Said 34' · Khamis 66' | Relatório | Correia 1' (pen)  | Árbitro: UGA Mashood Ssali        |

| 11 de fevereiro | Lioli | 0 – 0     | CAPS United | Estádio Setsoto, Maseru     |
| 16:00 (UTC+2)   |       | Relatório |             | Árbitro: NAM Jackson Pavaza |

| 11 de fevereiro | CF Mounana               | 2 – 0     | Vital'O | Stade Augustin Monédan de Sibang, Libreville |
| 15:30 (UTC+1)   | Biyoghé 36' · Mensah 45' | Relatório |         | Árbitro: CHA Alhadi Mahamat                  |

| 11 de fevereiro | Johansen    | 1 – 1     | FUS Rabat  | Estádio Nacional, Freetown |
| 16:30 (UTC+0)   | Bangura 50' | Relatório | Nahiri 73' | Árbitro: MRT Babacar Sarr  |

| 11 de fevereiro | Saint-Louisienne                | 2 – 1     | Bidvest Wits | Stade Théophile Hoarau, Saint-Louis |
| 19:00 (UTC+4)   | Sophie 60' · Visnelda 90' (pen) | Relatório | Mhango 40'   | Árbitro: COM Soulaimane Ansudane    |

| 11 de fevereiro | Rail Club du Kadiogo          | 3 – 0     | Diables Noirs | Stade du 4 Août, Ouagadougou |
| 16:00 (UTC+0)   | Jeremiah 23', 64' · Sylla 84' | Relatório |               | Árbitro: TOG Kokou Fagla     |

| 11 de fevereiro | AS Tanda                             | 3 – 0     | AS FAN | Stade Robert Champroux, Abidjan |
| 16:00 (UTC+0)   | Sahui 46' · Foba 70' · Coulibaly 81' | Relatório |        | Árbitro: BFA Jean Ouattara      |

| 11 de fevereiro | AS Real Bamako | 0 – 0     | Rivers United | Stade Modibo Kéïta, Bamako     |
| 17:00 (UTC+0)   |                | Relatório |               | Árbitro: BEN Eugene Tohouegnon |

| 11 de fevereiro | US Gorée | 0 – 0     | Horoya | Stade Demba Diop, Dakar          |
| 17:00 (UTC+0)   |          | Relatório |        | Árbitro: GNB Gilberto dos Santos |

| 12 de fevereiro | Ngaya Club | 1 – 5     | Young Africans                                                | Stade de Moroni, Moroni  |
| 15:00 (UTC+3)   | Boura 65'  | Relatório | Zulu 40' · Msuva 45' · Chirwa 57' · Tambwe 64' · Kamusoko 72' | Árbitro: SEY James Emile |

| 12 de fevereiro | Wa All Stars | 1 – 3     | Al-Ahli Trípoli             | Estádio Tamale, Tamale   |
| 14:00 (UTC+0)   | Arthur 59'   | Relatório | Allafi 22', 50' · Saltu 63' | Árbitro: LBR Jerry Yekeh |

| 12 de fevereiro | Coton Sport              | 2 – 0     | Atlabara | Estádio Roumdé Adjia, Garoua |
| 15:30 (UTC+1)   | Kombous 12' · Belamo 89' | Relatório |          | Árbitro: COD Ndala Ngambo    |

| 12 de fevereiro | AC Léopards        | 1 – 0     | UMS de Loum | Stade Denis Sassou Nguesso, Dolisie |
| 15:30 (UTC+1)   | Bagayoko 38' (pen) | Relatório |             | Árbitro: GAB Gauthier Mbina         |

| 12 de fevereiro | Barrack Young Controllers | 1 – 0     | Stade Malien | Estádio Antoinette Tubman, Monróvia |
| 16:00 (UTC+0)   | Kennedy 85' (pen)         | Relatório |              | Árbitro: SLE Raymond Coker          |

| 12 de fevereiro | Gambia Ports Authority | 1 – 0     | Séwé Sport | Estádio Independência, Bakau |
| 16:00 (UTC+0)   | Sambou 24'             | Relatório |            | Árbitro: CPV Fabricio Duarte |

| 12 de fevereiro | Sony Elá Nguema | 0 – 1     | Al-Merrikh | Nuevo Estadio de Malabo, Malabo |
| 17:30 (UTC+1)   |                 | Relatório | Osunwa 90' | Árbitro: CMR Aurélien Juenkou   |

### Partidas de volta
| 18 de fevereiro | Young Africans | 1 – 1     | Ngaya Club        | Estádio Nacional, Dar es Salaam |
| 16:00 (UTC+3)   | Mwinyi 44'     | Relatório | Bossou 20' (g.c.) | Árbitro: UGA Alex Muhabi        |

Young Africans venceu por 6–2 no placar agregado.
| 18 de fevereiro | APR | 0 – 1     | Zanaco      | Estádio Amahoro, Kigali                |
| 15:30 (UTC+2)   |     | Relatório | Bwembya 17' | Árbitro: BDI Pacifique Ndabihawenimana |

Zanaco venceu por 1–0 no placar agregado.
| 18 de fevereiro | Atlabara | 2 – 5     | Coton Sport                                             | Estádio Juba, Juba           |
| 16:30 (UTC+3)   | ?' · 86' | Relatório | Harouna 12' · Kamilou 18', 44' · Batai 58' · Moussa 82' | Árbitro: DJI Souleiman Djama |

Coton Sport venceu por 6–1 no placar agregado.
| 18 de fevereiro | Township Rollers                              | 3 – 2     | CNaPS Sport                      | Estádio Nacional, Gaborone   |
| 16:00 (UTC+2)   | Tshireletso 31' · Moalosi 64' (pen) · Boy 67' | Relatório | Niasexe 13' · Rakotondrazaka 66' | Árbitro: LES Lebalang Mokete |

4–4 no placar agregado. CNaPS Sport venceu pela regra do gol fora de casa.
| 18 de fevereiro | AS FAN                          | 3 – 1     | AS Tanda  | Stade Général-Seyni-Kountché, Niamey |
| 16:00 (UTC+1)   | Seyni 25' · Balé 46' · Amar 73' | Relatório | Sahui 42' | Árbitro: NGA Quadri Adebimpe         |

AS Tanda venceu por 4–3 no placar agregado.
| 18 de fevereiro | Bidvest Wits                         | 3 – 1     | Saint-Louisienne | Estádio Bidvest, Joanesburgo |
| 18:00 (UTC+2)   | Klate 27' · Myeni 46' · Malajila 85' | Relatório | Philéas 79'      | Árbitro: ZAM Wisdom Chewe    |

Bidvets Wits venceu por 4–3 no placar agregado.
| 18 de fevereiro | Al-Merrikh                                      | 4 – 1     | Sony Elá Nguema | Estádio de Merrikh, Ondurmã |
| 20:00 (UTC+3)   | Al-Madina 23' · Odunlami 29' · Abdalla 31', 64' | Relatório | Zenga 85'       | Árbitro: SOM Hassan Hagi    |

Al-Merrikh venceu por 5–1 no placar agregado.
| 18 de fevereiro | FUS Rabat                                | 3 – 0     | Johansen | Stade de FUS, Rabat           |
| 19:30 (UTC+0)   | Benarif 19' · Njie 77' · El Araoui 90+2' | Relatório |          | Árbitro: ALG Lahlou Benbraham |

FUS Rabat venceu por 4–1 no placar agregado.
| 19 de fevereiro | CAPS United             | 2 – 1     | Lioli          | Estádio Nacional, Harare      |
| 15:00 (UTC+2)   | Nhivi 51' · Chitiyo 55' | Relatório | Seturumane 20' | Árbitro: BOT Tirelo Mositwane |

CAPS United venceu por 2–1 no placar agregado.
| 19 de fevereiro | Ferroviário Beira                | 3 – 1     | Zimamoto   | Estádio do Ferroviário, Beira |
| 15:00 (UTC+2)   | Chelito 4' · Dayo 22' · Babo 61' | Relatório | Khamis 78' | Árbitro: SWZ Thulani Sibandze |

Ferroviário Beira venceu por 4–3 no placar agregado.
| 19 de fevereiro | Saint George                           | 3 – 0     | Côte d'Or | Estádio Adis Abeba, Adis Abeba  |
| 16:00 (UTC+3)   | Said 9' · Tamene 30' · Girma 36' (pen) | Relatório |           | Árbitro: SDN Mahmood Ali Ismail |

Saint George venceu por 5–0 no placar agregado.
| 19 de fevereiro | Vital'O | 0 – 1     | CF Mounana | Estádio Príncipe Louis Rwagasore, Bujumbura |
| 15:00 (UTC+2)   |         | Relatório | Mensah 48' | Árbitro: TAN Israel Mujuni                  |

CF Mounana venceu por 3–0 no placar agregado.
| 19 de fevereiro | Al-Ahli Trípoli       | 2 – 0     | Wa All Stars | Stade El Menzah, Tunes (Tunísia)[Nota Líbia] |
| 14:30 (UTC+1)   | Allafi 2' · Saltu 64' | Relatório |              | Árbitro: EGY Mohamed Marouf                  |

Al-Ahli Trípoli venceu por 5–1 no placar agregado.
| 19 de fevereiro | AS Vita Club                    | 3 – 1     | Royal Leopards | Stade des Martyrs, Kinshasa    |
| 15:30 (UTC+1)   | Etekiama 56', 63' · Bangala 90' | Relatório | Tsabedze 88'   | Árbitro: RSA Thando Ndzandzeka |

AS Vita Club venceu por 4–1 no placar agregado.
| 19 de fevereiro | Diables Noirs | 1 – 0     | Rail Club du Kadiogo | Stade Alphonse Massemba-Débat, Brazavile |
| 15:30 (UTC+1)   | Nkolo 28'     | Relatório |                      | Árbitro: CTA Jean Marc Ganamandji        |

Rail Club du Kadiogo venceu por 3–1 no placar agregado.
| 19 de fevereiro | UMS de Loum   | 2 – 1     | AC Léopards | Stade de la Réunification, Duala |
| 15:30 (UTC+1)   | Kako 39', 54' | Relatório | Kalengo 53' | Árbitro: EQG Joaquin Esono       |

2–2 no placar agregado. AC Léopards venceu pela regra do gol fora de casa.
| 19 de fevereiro | Enugu Rangers | 0 – 0     | JS Saoura | Estádio Nnamdi Azikiwe, Enugu |
| 16:00 (UTC+1)   |               | Relatório |           | Árbitro: CIV Bienvenu Sinko   |

1–1 no placar agregado. Enugu Rangers venceu pela regra do gol fora de casa.
| 19 de fevereiro | Rivers United                                  | 4 – 0     | AS Real Bamako | Estádio Yakubu Gowon, Port Harcourt |
| 16:00 (UTC+1)   | Ovoke 27' (pen), 60' (pen) · Igbinoba 56', 79' | Relatório |                | Árbitro: GHA Daniel Laryea          |

Rivers United venceu por 4–0 no placar agregado.
| 19 de fevereiro | AS Port-Louis 2000 | 2 – 1     | Tusker      | Stade George V, Curepipe           |
| 15:15 (UTC+4)   | Guikan 84', 88'    | Relatório | Sempala 37' | Árbitro: MAD Andofetra Rakotojaona |

AS Port-Louis 2000 venceu por 3–2 no placar agregado.
| 19 de fevereiro | Séwé Sport | 0 – 0     | Gambia Ports Authority | Stade Robert Champroux, Abidjan    |
| 15:30 (UTC+0)   |            | Relatório |                        | Árbitro: NIG Abdoulaye Almoustapha |

Gambia Ports Authority venceu por 1–0 no placar agregado.
| 19 de fevereiro | 1º de Agosto          | 2 – 1     | KCCA           | Estádio Nacional 11 de Novembro, Luanda |
| 17:00 (UTC+1)   | Bua 31' · Geraldo 38' | Relatório | Sserunkuma 21' | Árbitro: CGO Lazard Tsiba               |

2–2 no placar agregado. KCCA venceu pela regra do gol fora de casa.
| 19 de fevereiro | Horoya                        | 2 – 1     | US Gorée  | Stade du 28 Septembre, Conacri |
| 17:00 (UTC+0)   | Haba 62' · Bangoura 79' (pen) | Relatório | Gueye 39' | Árbitro: MLI Harouna Coulibaly |

Horoya venceu por 2–1 no placar agregado.
| 19 de fevereiro | Stade Malien | 1 – 0     | Barrack Young Controllers | Stade Modibo Kéïta, Bamako |
| 17:00 (UTC+0)   | Koné 45+1'   | Relatório |                           | Árbitro: MAR Samir Guezzaz |

|                                                                                                  |     | Penalidades                                                                                            |  |
| Convertido · Convertido · Convertido · Convertido · Erro · Erro · Convertido · Convertido · Erro | 6–7 | Convertido · Erro · Convertido · Convertido · Convertido · Erro · Convertido · Convertido · Convertido |  |

1–1 no placar agregado. Barrack Young Controllers venceu por 7–6 nos pênaltis.

## Primeira fase
| Equipe 1               | Total       | Equipe 2                  | 1.º jogo | 2.º jogo |
| ---------------------- | ----------- | ------------------------- | -------- | -------- |
| USM Alger              | 2–1         | Rail Club du Kadiogo      | 2–0      | 0–1      |
| Rivers United          | 3–4         | Al-Merrikh                | 3–0      | 0–4      |
| Étoile du Sahel        | 5–1         | AS Tanda                  | 3–0      | 2–1      |
| Espérance de Tunis     | 4–3         | Horoya                    | 3–1      | 1–2      |
| Al-Ahli Trípoli        | 3–3 (gf)    | FUS Rabat                 | 2–0      | 1–3      |
| Mamelodi Sundowns      | 3–2         | KCCA                      | 2–1      | 1–1      |
| Wydad Casablanca       | 1–1 (5–4 p) | CF Mounana                | 1–0      | 0–1      |
| Young Africans         | 1–1 (gf)    | Zanaco                    | 1–1      | 0–0      |
| Ferroviário Beira      | 2–2 (4–1 p) | Barrack Young Controllers | 2–0      | 0–2      |
| Zamalek                | 5–3         | Enugu Rangers             | 4–1      | 1–2      |
| Gambia Ports Authority | 1–3         | AS Vita Club              | 1–1      | 0–2      |
| Coton Sport            | 2–1         | CNaPS Sport               | 1–0      | 1–1      |
| Al-Ahly                | 1–0         | Bidvest Wits              | 1–0      | 0–0      |
| TP Mazembe             | 1–1 (gf)    | CAPS United               | 1–1      | 0–0      |
| AC Léopards            | 0–3         | Saint George              | 0–1      | 0–2      |
| Al-Hilal               | 5–2         | AS Port-Louis 2000        | 3–0      | 2–2      |

### Partidas de ida
| 10 de março   | Mamelodi Sundowns                        | 2 – 1     | KCCA           | Estádio Lucas Masterpieces Moripe, Pretória |
| 19:00 (UTC+2) | Bangaly 2' · Ricardo Nascimento 5' (pen) | Relatório | Sserunkuma 69' | Árbitro: ZAM Janny Sikazwe                  |

| 11 de março   | Young Africans | 1 – 1     | Zanaco     | Estádio Nacional, Dar es Salaam |
| 16:00 (UTC+3) | Msuva 39'      | Relatório | Attram 78' | Árbitro: DJI Djamal Aden        |

| 11 de março   | Al-Ahly    | 1 – 0     | Bidvest Wits | Estádio Al-Salam, Cairo     |
| 18:30 (UTC+2) | Hegazy 57' | Relatório |              | Árbitro: MAR Rédouane Jiyed |

| 11 de março   | Espérance de Tunis               | 3 – 1     | Horoya    | Stade Olympique de Radès, Radès |
| 18:00 (UTC+1) | Sassi 20', 55' · Ben Youssef 76' | Relatório | Mendo 24' | Árbitro: SDN Mutaz Khairalla    |

| 11 de março   | Wydad Casablanca | 1 – 0     | CF Mounana | Estádio Príncipe Moulay Abdellah, Rabat |
| 19:00 (UTC+0) | Jebor 83'        | Relatório |            | Árbitro: MRT Ali Lemghaifry             |

| 11 de março   | USM Alger                 | 2 – 0     | Rail Club du Kadiogo | Estádio Omar Hamadi, Argel    |
| 20:30 (UTC+1) | Darfalou 71' · Sayoud 86' | Relatório |                      | Árbitro: TUN Youssef Essrayri |

| 12 de março   | Ferroviário Beira      | 2 – 0     | Barrack Young Controllers | Estádio do Ferroviário, Beira    |
| 15:00 (UTC+2) | Maninho 38' · Dayo 79' | Relatório |                           | Árbitro: SDN Sabri Mohamed Fadul |

| 12 de março   | Al-Ahli Trípoli       | 2 – 0     | FUS Rabat | Stade El Menzah, Tunes (Tunísia)[Nota Líbia] |
| 14:30 (UTC+1) | Ellafi 45' · Ablo 72' | Relatório |           | Árbitro: CIV Denis Dembélé                   |

| 12 de março   | TP Mazembe | 1 – 1     | CAPS United     | Stade TP Mazembe, Lubumbashi           |
| 15:30 (UTC+2) | Kalaba 9'  | Relatório | Mpeko 1' (g.c.) | Árbitro: BDI Pacifique Ndabihawenimana |

| 12 de março   | AC Léopards | 0 – 1     | Saint George | Stade Denis Sassou Nguesso, Dolisie |
| 15:30 (UTC+1) |             | Relatório | Girma 28'    | Árbitro: COD Ndala Ngambo           |

| 12 de março   | Coton Sport | 1 – 0     | CNaPS Sport | Estádio Roumdé Adjia, Garoua           |
| 15:30 (UTC+1) | Harouna 90' | Relatório |             | Árbitro: CGO Fitial Charel Just Kokolo |

| 12 de março   | Rivers United                   | 3 – 0     | Al-Merrikh | Estádio Yakubu Gowon, Port Harcourt |
| 16:00 (UTC+1) | Kuemian 16', 18' · Igbinoba 70' | Relatório |            | Árbitro: EGY Gehad Grisha           |

| 12 de março   | Gambia Ports Authority | 1 – 1     | AS Vita Club | Estádio Independência, Bakau |
| 16:00 (UTC+0) | Sarr 47' (pen)         | Relatório | Ondo 77'     | Árbitro: GUI Yakhouba Keita  |

| 12 de março   | Zamalek                                                   | 4 – 1     | Enugu Rangers | Estádio Al-Salam, Cairo     |
| 18:00 (UTC+2) | Ohawuchi 8' · Salama 28' · Hefny 34' · M. Fathi 53' (pen) | Relatório | Clement 84'   | Árbitro: RSA Daniel Bennett |

| 12 de março   | Étoile du Sahel                          | 3 – 0     | AS Tanda | Stade Olympique de Sousse, Sousse  |
| 18:00 (UTC+1) | Boughattas 41' · Jemal 45' · Bouazza 72' | Relatório |          | Árbitro: ETH Bamlak Tessema Weyesa |

| 12 de março   | Al-Hilal                    | 3 – 0     | AS Port-Louis 2000 | Estádio de Hilal, Ondurmã |
| 20:00 (UTC+3) | Okrah 16' · Bashir 44', 49' | Relatório |                    | Árbitro: UGA Denis Batte  |

### Partidas de volta
| 18 de março   | CNaPS Sport    | 1 – 1     | Coton Sport     | Estádio CNaPS, Antananarivo   |
| 14:30 (UTC+3) | Rafaralahy 89' | Relatório | Souleymanou 60' | Árbitro: RWA Louis Hakizimana |

Coton Sport venceu por 2–1 no placar agregado.
| 18 de março   | KCCA           | 1 – 1     | Mamelodi Sundowns | Estádio Phillip Omondi, Kampala |
| 16:00 (UTC+3) | Sserunkuma 30' | Relatório | Laffor 81'        | Árbitro: BOT Joshua Bondo       |

Mamelodi Sundowns venceu por 3–2 no placar agregado.
| 18 de março   | Zanaco | 0 – 0     | Young Africans | Estádio Nkoloma, Lusaka    |
| 15:00 (UTC+2) |        | Relatório |                | Árbitro: KEN Davies Omweno |

1–1 no placar agregado. Zanaco venceu pela regra do gol fora de casa.
| 18 de março   | CF Mounana   | 1 – 0     | Wydad Casablanca | Stade Augustin Monédan de Sibang, Libreville |
| 15:00 (UTC+1) | Sinayoko 90' | Relatório |                  | Árbitro: CMR Sidi Alioum                     |

|         |     | Penalidades                               |  |
| Biyoghé | 4–5 | Atouchi Khadrouf Rabeh Ben Idir Gaddarine |  |

1–1 no placar agregado. Wydad Casablanca venceu por 5–4 na disputa por pênaltis.
| 18 de março   | Rail Club du Kadiogo | 1 – 0     | USM Alger | Stade du 4 Août, Ouagadougou |
| 15:30 (UTC+0) | Kahan 53'            | Relatório |           | Árbitro: MLI Mahamadou Keita |

USM Alger venceu por 2–1 no placar agregado.
| 18 de março   | Al-Merrikh                                     | 4 – 0     | Rivers United | Estádio de Merrikh, Ondurmã  |
| 20:00 (UTC+3) | Al-Madina 8', 25', 45' (pen) · Abdulrahman 71' | Relatório |               | Árbitro: SEN Malang Diedhiou |

Al-Merrikh venceu por 4–3 no placar agregado.
| 18 de março   | FUS Rabat                      | 3 – 1     | Al-Ahli Trípoli | Stade de FUS, Rabat    |
| 19:00 (UTC+0) | El Bahri 15', 24' · Aguerd 89' | Relatório | Saltou 48'      | Árbitro: BFA Juste Zio |

3–3 no placar agregado. Al-Ahli Trípoli venceu pela regra do gol fora de casa.
| 19 de março   | AS Port-Louis 2000      | 2 – 2     | Al-Hilal        | Stade George V, Curepipe   |
| 15:15 (UTC+4) | Ravina 14' · Guikan 25' | Relatório | Tetteh 75', 78' | Árbitro: TAN Israel Mujuni |

Al-Hilal venceu por 5–2 no placar agregado.
| 19 de março   | CAPS United | 0 – 0     | TP Mazembe | Estádio Nacional, Harare     |
| 15:00 (UTC+2) |             | Relatório |            | Árbitro: SEY Bernard Camille |

1–1 no placar agregado. CAPS United venceu pela regra do gol fora de casa.
| 19 de março   | Saint George  | 2 – 0     | AC Léopards | Estádio Adis Abeba, Adis Abeba |
| 16:00 (UTC+3) | Said 15', 90' | Relatório |             | Árbitro: SOM Hassan Hagi       |

Saint George venceu por 3–0 no placar agregado.
| 19 de março   | Bidvest Wits | 0 – 0     | Al-Ahly | Estádio Bidvest, Joanesburgo            |
| 15:30 (UTC+2) |              | Relatório |         | Árbitro: ANG Hélder Martins de Carvalho |

Al-Ahly venceu por 1–0 no placar agregado.
| 19 de março   | AS Vita Club          | 2 – 0     | Gambia Ports Authority | Stade des Martyrs, Kinshasa      |
| 15:30 (UTC+1) | Sugira 39' · Ondo 76' | Relatório |                        | Árbitro: MAD Hamada Nampiandraza |

AS Vita Club venceu por 3–1 no placar agregado.
| 19 de março   | AS Tanda     | 1 – 2     | Étoile du Sahel                 | Stade Robert Champroux, Abidjan |
| 15:00 (UTC+0) | Zougoula 78' | Relatório | Diogo Acosta 61' · Ben Amor 65' | Árbitro: GHA Cecil Fleischer    |

Étoile du Sahel venceu por 5–1 no placar agregado.
| 19 de março   | Enugu Rangers                 | 2 – 1     | Zamalek   | Estádio Nnamdi Azikiwe, Enugu   |
| 16:00 (UTC+1) | Olusesi 44' · Aguda 88' (pen) | Relatório | Morsy 71' | Árbitro: GAB Eric Otogo-Castane |

Zamalek venceu por 5–3 no placar agregado.
| 19 de março   | Barrack Young Controllers      | 2 – 0     | Ferroviário Beira | Estádio Antoinette Tubman, Monróvia |
| 16:00 (UTC+0) | Bility 16' · Kennedy 40' (pen) | Relatório |                   | Árbitro: LBY Mohamed Ragab Omar     |

|               |     | Penalidades               |  |
| Sembeh Yahweh | 1–4 | Mambucho Dayo Edson Andro |  |

2–2 no placar agregado. Ferroviário Beira venceu por 4–1 na disputa por pênaltis.
| 19 de março   | Horoya                    | 2 – 1     | Espérance de Tunis | Stade du 28 Septembre, Conacri |
| 17:30 (UTC+0) | Ouédraogo 30' · Mando 54' | Relatório | Mbarki 45'         | Árbitro: GAM Bakary Gassama    |

Espérance de Tunis venceu por 4–3 no placar agregado.